# Birmingham Bulls (football americano)
Birmingham Bulls è un club britannico di football americano di Birmingham.
Fondato nel 1983, ha vinto 4 titoli britannici (quello del 1995 conta anche come Britbowl) e un Summerbowl.

## Dettaglio stagioni

### Tornei

#### Tornei nazionali

##### Campionato

###### Tabella 1984/BAFA NL Premiership
| Stagione | regular season | regular season | regular season | regular season | regular season | regular season | playoff | playoff | playoff | playoff | playoff | playoff   | playoff    |
|          | Vin            | Par            | Per            | Tot            | PF             | PS             | Vin     | Per     | Tot     | PF      | PS      | risultato | avversaria |
| -------- | -------------- | -------------- | -------------- | -------------- | -------------- | -------------- | ------- | ------- | ------- | ------- | ------- | --------- | ---------- |
| 1984     | 4              | 0              | 3              | 7              | 7+?            | 41+?           | -       | -       | -       | -       | -       | -         | -          |
| 2014     | 4              | 0              | 5              | 9              | 179            | 166            | -       | -       | -       | -       | -       | -         | -          |
| Totale   | 8              | 0              | 8              | 16             | 186+?          | 207+?          | -       | -       | -       | -       | -       |           |            |

Fonti: Enciclopedia del Football - A cura di Massimo Mezzetti

###### BAFA NL Division One
| Stagione | regular season | regular season | regular season | regular season | regular season | regular season | playoff | playoff | playoff | playoff | playoff | playoff   | playoff    |
|          | Vin            | Par            | Per            | Tot            | PF             | PS             | Vin     | Per     | Tot     | PF      | PS      | risultato | avversaria |
| -------- | -------------- | -------------- | -------------- | -------------- | -------------- | -------------- | ------- | ------- | ------- | ------- | ------- | --------- | ---------- |
| 2015     | 4              | 0              | 6              | 10             | 183            | 152            | -       | -       | -       | -       | -       | -         | -          |
| 2016     | 4              | 0              | 6              | 10             | 158            | 221            | -       | -       | -       | -       | -       | -         | -          |
| 2017     | 1              | 0              | 9              | 10             | 72             | 267            | -       | -       | -       | -       | -       | -         | -          |
| 2022     | 4              | 0              | 6              | 10             | 174            | 230            | -       | -       | -       | -       | -       | -         | -          |
| Totale   | 13             | 0              | 27             | 40             | 587            | 870            | -       | -       | -       | -       | -       |           |            |

Fonti: Enciclopedia del Football - A cura di Massimo Mezzetti

###### BAFA NL Division Two
| Stagione | regular season | regular season | regular season | regular season | regular season | regular season | playoff | playoff | playoff | playoff | playoff | playoff                        | playoff             |
|          | Vin            | Par            | Per            | Tot            | PF             | PS             | Vin     | Per     | Tot     | PF      | PS      | risultato                      | avversaria          |
| -------- | -------------- | -------------- | -------------- | -------------- | -------------- | -------------- | ------- | ------- | ------- | ------- | ------- | ------------------------------ | ------------------- |
| 2018     | 7              | 0              | 1              | 8              | 200            | 70             | 1       | 1       | 2       | 30      | 22      | Semifinale Northern Conference | Aberdeen Roughnecks |
| Totale   | 7              | 0              | 1              | 8              | 200            | 70             | 1       | 1       | 2       | 30      | 22      |                                |                     |

Fonti: Enciclopedia del Football - A cura di Massimo Mezzetti

### Riepilogo fasi finali disputate
| Anno           | Luogo | Evento               | Fase del torneo                | Incontro                               | Risultato     |
| 19 agosto 2018 |       | BAFA NL Division Two | Semifinale Northern Conference | Aberdeen Roughnecks - Birmingham Bulls | 13 - 6 d.t.s. |

## Palmarès
- 1 BAFL Summerbowl (1985)
- 4 Campionati britannici (1986, 1988, 1991, 1995)
- 1 Bud Bowl (1988)
- 1 Coca Cola Bowl (1991)
- 1 National Bowl (1995)
- 1 Britbowl (1995)
- 1 Campionato britannico giovanile (1994)